# Grotta di Ispinigoli

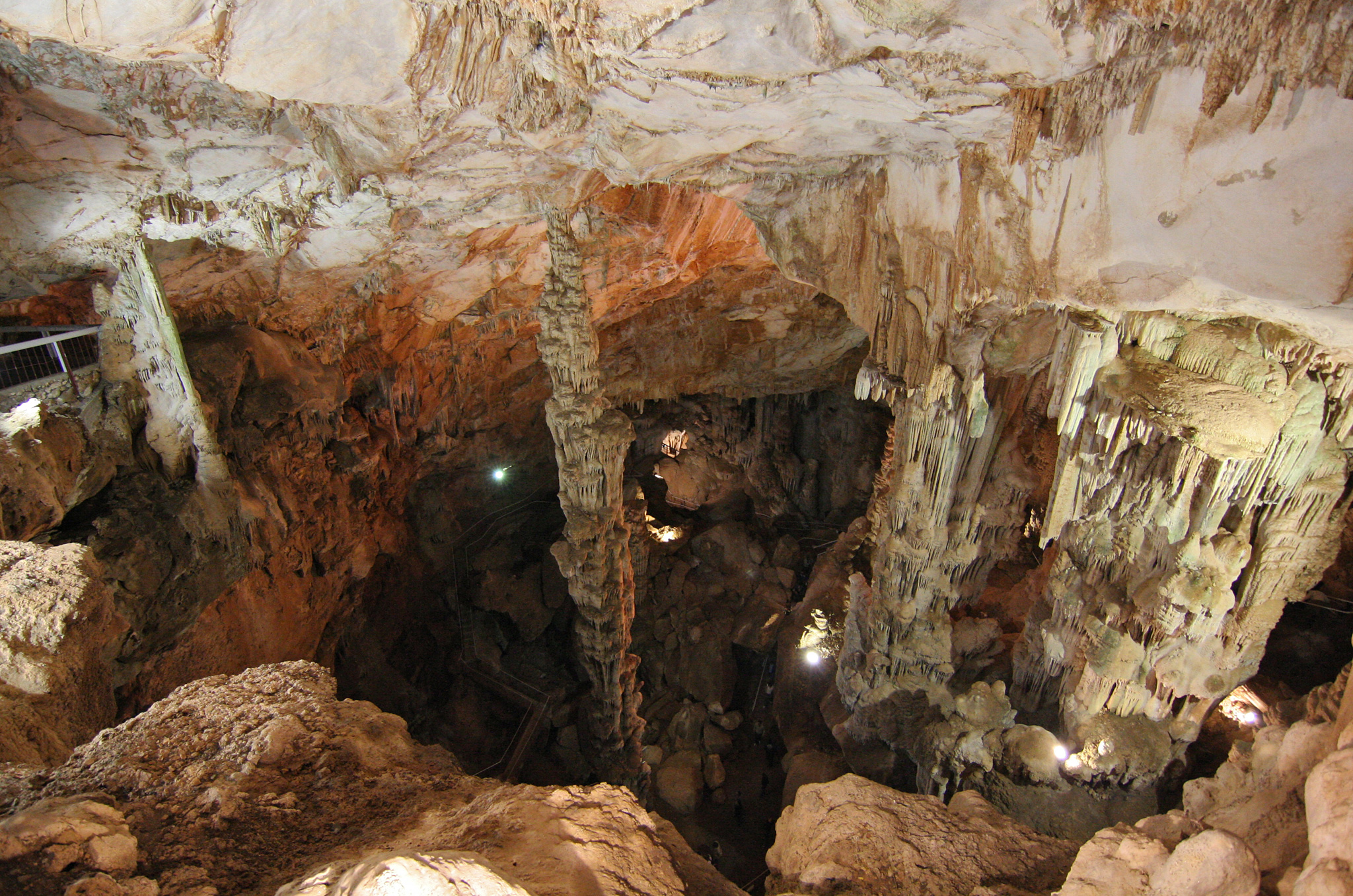
Die Grotte vom Eingang aus, der größte Tropfstein in der Mitte

Die Grotta di Ispinigoli ist eine inzwischen fossile (trockene) Tropfsteinhöhle an der mittleren Ostküste Sardiniens. 

## Beschreibung
Die Grotte die zum Höhlenkomplex S. Giovanni su Anzu gehört, ist auf einer Länge von 15 km erforscht. Die Touristen besuchen nur den ersten Teil, einen 50 m tiefen Saal, in dessen Mitte sich mit 38 m Höhe und 2 m Durchmesser der größte Tropfstein Europas beziehungsweise der zweitgrößte der Welt vom Boden bis zur Decke erstreckt. Die Säule ist entstanden, als ein Stalagmit mit einem Stalaktiten zusammengewachsen ist. Von ihr hat die Höhle auch ihren Namen erhalten, denn Ispinigoli bedeutet so viel wie Stachel im Rachen.
Die Temperatur beträgt konstant 17 °C. In der Grotte leben Fledermäuse und weiße Spinnen.

## Geschichte
Das durch Pflanzenhumus kohlensäurehaltig gewordene Regenwasser grub sich durch das hier im Supramonte vorherrschende Kalkgestein und verursachte die Auflösung der Mineralien, es entstanden riesige unterirdische Höhlensysteme, die sich immer tiefer in den Berg gruben.
Ende des 19. Jahrhunderts entdeckte ein Hirte auf der Suche nach einem verlorenen Lamm die Höhle. Erst seit 1954 wird sie erforscht, wobei 1956 ein Forscher über 40 Meter in den Abisso delle Vergini (Jungfrauenabgrund) stürzte. Seit 1974 ist die Höhle für Besucher geöffnet, es wurde eine Treppe mit über 280 Stufen eingebaut; Scheinwerfer beleuchten die Höhle.

## Anfahrt
Von der SS 125 zweigt zwischen Orosei und Dorgali bei Kilometer 14 von Orosei aus, ein Sträßlein ab, das zu den Meeresbuchten Cala Cortoe und Cala Osalle und um den Berg nach Cala Gonone führt. Von ihm gelangt man auf einer Straße zur Grotte; unterhalb des Eingangs befindet sich ein Restaurant.  Das Fotografieren ist in der Höhle verboten.